# Nova Santa Rita (Rio Grande do Sul)
Nova Santa Rita é um município brasileiro do estado do Rio Grande do Sul.

## História
A região onde o território de Nova Santa Rita está localizado era habitada por índios carijós, taba do tronco tupi, até o início das primeiras incursões de bandeirantes e de tropeiros, a partir de 1732. As incursões eram realizadas no propósito de buscar escravos indígenas e caçar gado, mulas e cavalos xucros. Mais tarde, os tropeiros passaram a se radicar no Sul do Brasil, transformando-se em estancieiros e solicitando a concessão de sesmarias.
A primeira sesmaria que se tem notícia na região do município pertencia à José Pinto Ramires (filho do segundo de José Pinto Bandeira com a índia carijó  Inocência Ramires e meio irmão de Manoel Pinto Bandeira e Francisco Pinto Bandeira, este último, pai do lendário Coronel Rafael Pinto Bandeira). A sesmaria constituía a área  que fazia limites ao sul na foz dos rios dos Sinos e Caí denominada de Fazenda de Santa’Ana, da Ilha do Rio do Sinos, fechando-se ao norte  com o arroio Correia e o Cadeia. Seu irmão Francisco Pinto Bandeira obteve a carta de sesmaria em 20 de maio de 1740, possivelmente José Pinto Ramires obteve sua carta nesta mesma época também.
A localidade onde se encontra o atual território de Nova Santa Rita pertencia ao município de Porto Alegre e era denominada de Picada do Vicente.
A partir de 1824, os colonizadores alemães começaram a povoar a região costeira ao Rio dos Sinos. Com o crescimento da população nessa região, em 1º de abril de 1846 foi fundado o município de São Leopoldo, absorvendo Picada do Vicente em seu território.
Em 1 de maio de 1875, Santana do Rio dos Sinos é emancipada de São Leopoldo, junto com a Vila de São Sebastião do Caí e a Freguesia de São José do Hortêncio, formando o município de São Sebastião do Caí. Dessa forma, Picada do Vicente passou a ser 6º Distrito de São Sebastião do Caí.

### De Picada do Vicente a Santa Rita
A partir de 1875, famílias vindas de Portugal e do arquipélago de Açores passaram a se estabelecer nas regiões mais altas de Picada do Vicente, não próximas aos rios Caí, Jacuí e dos Sinos.
Em 11 de fevereiro de 1884, Justino de Souza Baptista e sua mulher Rita Carolina Martins doaram uma área de terras para a construção de uma igreja que fosse dedicada a Santa Rita de Cássia, a qual Rita era devota. Com o apoio de famílias portuguesas e alemãs recém-chegadas, o templo começou a ser erguido e uma imagem de Santa Rita foi encomendada de Portugal por Justino Baptista.
Com o tempo, a localidade foi crescendo, bem como as devoções religiosas, o que fez com que o lugar passasse a ser denominado de Santa Rita.
Em 27 de junho de 1939, é fundado o município de Canoas, que acabou absorvendo em seu território toda a área de Santa Rita, antes pertencente a São Sebastião do Caí. Dessa forma, Santa Rita passou a ser 2º Distrito de Canoas.

### Crescimento do 2º Distrito de Canoas
Até o final da década de 1940, a principal atividade desenvolvida no território de Santa Rita era a agricultura, com o cultivo de aipim, melancia, melão, pepino, moranga e hortaliças. Ao longo das margens dos rios Caí e dos Sinos, havia olarias que estabeleciam pequenos vilarejos de empregados, proporcionando o desenvolvimento de comércios locais. Na localidade denominada Caju, havia pequenos moinhos de trigo e milho, que eram despachados para diversas localidades pelo pequeno porto existente junto ao Rio dos Sinos.

### A luta pela emancipação e a criação do município
Na década de 1970, o então 2º Distrito de Canoas enfrentava sérios problemas como a falta de infraestrutura de estradas, transporte público e acesso a serviços públicos. Por ter população inferior a de outros bairros de Canoas, as demandas de Santa Rita nem sempre tinham prioridade na pauta de resoluções dos poderes públicos.
Em 1987, um movimento emancipacionista foi formado no intuito de tornar Santa Rita um novo município. O plebiscito realizado acabou decidindo pela não separação de Santa Rita de Canoas.
Em 1991, uma nova comissão pró-emancipação foi formada e o plebiscito realizado em 10 de novembro obteve vitória pela emancipação, com mais de 64% dos votos válidos.
Em 20 de março de 1992, através da Lei Estadual nº 9.585/1992, sancionada pelo governador Alceu Collares, foi criado o município de Nova Santa Rita. Em 3 de outubro do mesmo ano foi realizada a eleição municipal que elegeu o primeiro prefeito da nova cidade, Odone Machado Ramos, e a primeira legislatura da Câmara Municipal, composta por nove vereadores.